# つぶて石
つぶて石（つぶていし）は、山形県西置賜郡白鷹町および山形市にある巨石。

## 概要
白鷹町
最上川の河床（五百川峡谷）の黒滝橋のすぐ下流側に位置する。高さは3.5m、重さは約50t。ロマンと伝統のつぶて石とも呼ばれる。白鷹町の史跡に指定されている。
朝比奈義秀が朝日岳の頂上にあった石を左手で鷲づかみにして投げ飛ばしたのが河原に落ちたものとする伝説が残されている。石にはその時に付いた朝比奈の手形も残っているとされる。つぶて石は山々を軽々と越えて現在地の河原に落ちたというが、この石はあまり飛ばなかったと思った朝比奈は、別の大石を右手でつかみ、白鷹山の方向へも投げたという。
つぶて石に触ると丈夫に真っ直ぐ生きられると伝わってきたという。かつて洪水により水没した時期もあったが、1999年に地元の住民によって今の場所に引き上げられている。
山形市